# Burrell Smith
Burrell Carver Smith (Nova Iorque, 16 de dezembro de 1955) é um engenheiro estadunidense.
Trabalhou na Apple Inc., onde projetou a placa-mãe do Macintosh original. Foi o empregado da Apple número #282, contratado em fevereiro de 1979, inicialmente como um técnico. Também projetou a placa-mãe da impressora LaserWriter, e projetou uma versão de menor custo do Apple II que tornou-se o Apple IIe, usando as mesmas técnicas inovadoras das quais foi pioneiro com o Mac.
Burrell estava trabalhando no departamento de atendimento da Apple quando ajudou Bill Atkinson a adicionar mais memória a um computador Apple II de forma inovadora. Bill o recomendou a Jef Raskin, que estava à procura de um engenheiro de hardware para ajudá-lo com seu recém-formado projeto Macintosh. Burrell projetou cinco diferentes placas-mãe durante o curso do desenvolvimento do Macintosh, todas usando técnicas baseadas em dispositivos de matriz lógica programável (PAL) para obter o máximo de funcionalidades com um número mínimo de chips.
Burrell deixou a empresa antes do lançamento da plataforma Turbo Mac, que incluiu um disco rígido interno e um conjunto de chips ainda mais simplificado.
Mais tarde, foi cofundador da Radius Corp; e está aposentado e vivendo em Palo Alto.
Burrell supostamente sofreu de esquizofrenia durante a década de 1990.